# Optionsanleihe
Eine Optionsanleihe (englisch warrant bond) ist eine Anleihe mit der Option für den Anleiheinhaber, zu einem bestimmten Zeitpunkt auch ein Bezugsrecht auf Aktien desselben Emittenten erwerben zu können.

## Allgemeines
Optionsanleihen sind Unternehmensanleihen einer Aktiengesellschaft mit einem Festzins als Nominalzins und Rückzahlung bei Fälligkeit. Sie sind keine Standardanleihen, weil sie dem Anleger das Recht einräumen, während des Ausübungszeitraumes eine bestimmte Anzahl von Aktien derselben Aktiengesellschaft zu einem in den Anleihebedingungen festgelegten Börsenkurs zu erwerben. Wegen dieses Optionsrechts gehören die Optionsanleihen zu den derivativen Finanzinstrumenten.

## Hintergründe
Voraussetzung für die ordnungsgemäße Ausgabe von Optionsanleihen ist ein qualifizierter Hauptversammlungsbeschluss nach § 221 Abs. 1 AktG. Typischerweise wird die Bedienung der Anleihen durch eine bedingte Kapitalerhöhung nach § 192 AktG sichergestellt. Die Bedienung der Optionsscheine kann aber auch auf andere Art und Weise gesichert werden, zum Beispiel durch andere Formen der Kapitalerhöhung oder durch vom Unternehmen gehaltene eigene Aktien.
Optionsanleihen haben in der Regel eine Laufzeit zwischen 10 und 12 Jahren. Bei Ausgabe der Optionsanleihe werden neben den Zins- und Rückzahlungsmodalitäten auch die Bedingungen für den Bezug von Aktien festgelegt – also das Bezugsverhältnis, der Bezugskurs und die Bezugsfrist. Innerhalb der Bezugsfrist kann dann eine bestimmte Anzahl von Aktien zum Bezugskurs erworben werden. Die Ausübung der Option ist unabhängig von der Anleihe. Wegen des zusätzlichen Optionsrechts ist der Nominalzins der Optionsanleihe vergleichsweise niedrig.
Für Unternehmen stellen Optionsanleihen eine günstige Form der Finanzierung dar, da durch den beigefügten Optionsschein die Zinszahlungen gegenüber einer normalen Anleihe gesenkt werden können. Bei Ausübung der Option wirkt sich die Erfüllung in Aktien nicht auf die Liquidität des Unternehmens aus, weil bilanziell lediglich ein Passivtausch zwischen Fremdkapital und Eigenkapital vorgenommen wird.
Für Anleger verbindet dieses Finanzderivat die Eigenschaften einer Anleihe mit denen der Aktie. Bei steigendem Aktienkurs kann mit dem Optionsschein durch die Hebelwirkung eine höhere Rendite erzielt werden. Im Fall sinkender Aktienkurse wird zwar der Optionsschein im Extremfall wertlos, die Zins- und Rückzahlungen der Anleihe bleiben jedoch unverändert bestehen.

### Abgrenzung zur Wandelanleihe
Im Unterschied zu einer Wandelanleihe bleibt die Inhaberschuldverschreibung einer Optionsanleihe auch beim Ausüben der Option bis zum Ende der Laufzeit bestehen. Die Wandelanleihe hingegen ist beendet, sobald der jeweilige Anleger von seinem Wandlungsrecht Gebrauch gemacht hat. Selbst bei Nichtausübung des Optionsrechts einer Optionsanleihe besteht die Möglichkeit, dieses getrennt von der Anleihe zu veräußern, da das Optionsrecht in der Regel separat an der Börse notiert ist. Bei der Wandelanleihe wird die bisherige Anleihe stets in eine Aktie umgewandelt, so dass dem Anleihegläubiger kein Wahlrecht eingeräumt wird.

### Börsenhandel
Die Optionsanleihe kann an der Wertpapierbörse gehandelt werden. Gehandelt werden kann
- die Anleihe mit Optionsschein, man spricht dann von „Cum Warrant“,
- die Anleihe ohne Optionsschein, was dann einer gewöhnlichen Schuldverschreibung entspricht und „ex Warrant“ genannt wird, und
- nur der Optionsschein, der dann als „Warrant“ bezeichnet wird.

## Rechtsfragen
Die rechtliche Behandlung entspricht derjenigen einer Wandelanleihe: Weil die Ausgabe der Optionsanleihe die Rechte der bisherigen Aktionäre einer Aktiengesellschaft berührt, darf auch eine Optionsanleihe nur aufgrund eines Beschlusses der Hauptversammlung ausgegeben werden. Der Beschluss erfordert eine 3/4-Mehrheit des vertretenen Grundkapitals (§ 221 Abs. 1 AktG). Die Bestimmungen des § 221 AktG gelten auch für Optionsanleihen, deshalb steht Aktionären für Optionsanleihen ein Bezugsrecht nach § 221 Abs. 4, § 186 AktG zu. Übt ein Anleger während der Optionsfrist sein Optionsrecht aus, muss ihm die Gesellschaft neue Aktien anbieten. Dazu bedarf es des Beschlusses über eine bedingte Kapitalerhöhung gemäß § 192 Abs. 2 Nr. 1 AktG. Zu beachten ist dabei die Einschränkung des § 192 Abs. 3 AktG: Der Nennwert des Grundkapitals darf 50 % des Betrags des aktuellen Grundkapitals nicht übersteigen.